# ヴィンチェンツォ・ガリレイ

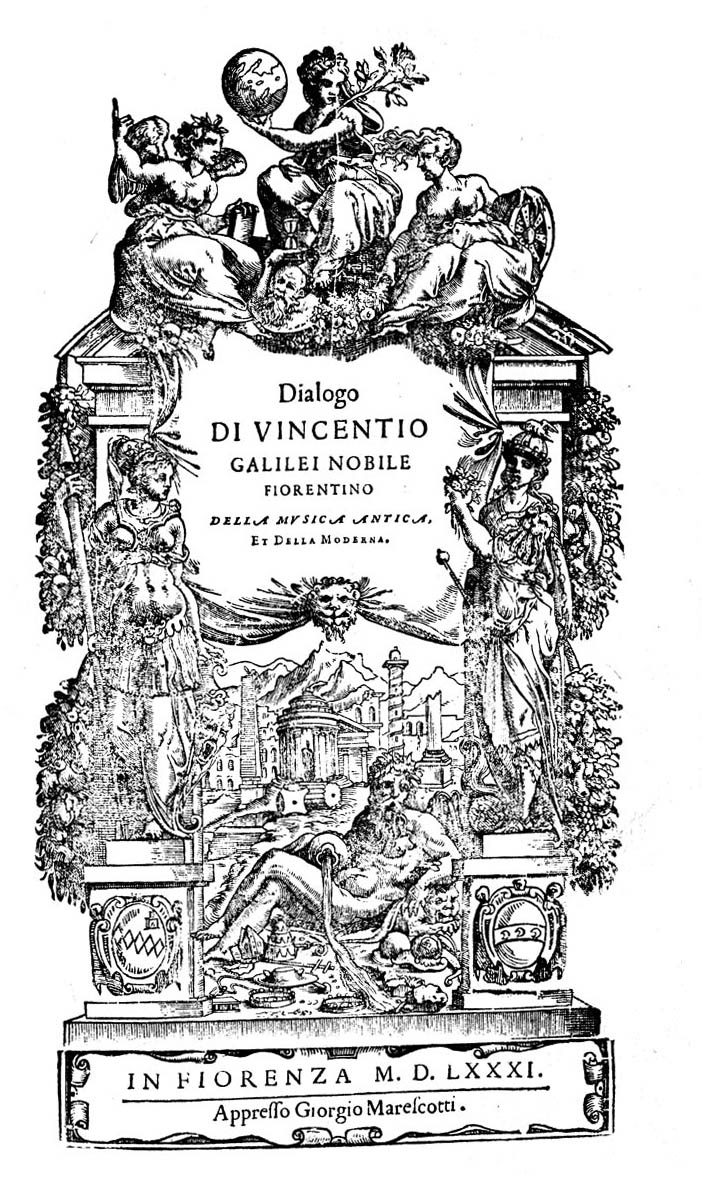
Della musica antica et della moderna, 1581

ヴィンチェンツォ・ガリレイ（Vincenzo Galilei, 1520年頃 - 1591年7月2日）は、イタリアのリュート奏者、作曲家、音楽理論家であり、有名な天文学者・物理学者ガリレオ・ガリレイ、およびリュート奏者で作曲家のミケランジェロ・ガリレイの父である。1520年頃にフィレンツェ近郊のサンタ・マリーア・ア・モンテに生まれ、フィレンツェで没した。後期ルネサンス音楽の重要人物であり、バロック期を開く音楽的革新にも深く関わっている。

## 生涯、成果
ヴィンチェンツォ・ガリレイは1520年頃にトスカーナのサンタ・マリーア・ア・モンテに生まれ 、幼少期よりリュートを学んだ。1562年までにピサに移り貴族の娘と結婚。1564年、長男のガリレオ・ガリレイが生まれ（
ヴィンチェンツォには、この後、ガリレオを含めて6人または7人の子供が（続々と）誕生することになるわけだが）、1575年、ミケランジェロ・ガリレイが生まれた（ミケランジェロのほうは、成長後、リュート奏者で作曲家となる）。
ヴィンチェンツォは技量の高いリュート奏者で、その前半生においては有力で人脈豊かな後援者達の注目を集めた。1563年、ヴェネツィアで16世紀における最も重要な音楽理論学者ジョゼッフォ・ツァルリーノと出会い、このツァルリーノの下で学び始める。しばらく後、ヴィンチェンツォはカメラータ（ジョヴァンニ・デ・バルディ伯爵主催による詩人、音楽家、知識人の集まり）に参加し、また古代ギリシア音楽に関する当時随一の学者であったジローラモ・メーイとも交流して、古代ギリシアの音楽や劇を再現することに興味をもつようになり、1570年代には、ヴィンチェンツォの音楽理論と作曲に対する関心もそのような方向へと向かうようになった。

### 音律の理論への貢献
その後、ツァルリーノとヴィンチェンツォは音律を巡る激しい論争を引き起こした。無伴奏で歌を歌う場合に、純正律を擁護するツァルリーノに対し、ヴィンチェンツォは平均律の優位性を主張した。この論争の中で『古代と今日の音楽に関する対話』などの著作が著され、ピタゴラス音階への論駁や多声音楽の否定など、のちの音楽の科学や展開に貢献する多くの説が生まれた。
ヴィンチェンツォの最も重要な理論面での貢献としては、不協和音の扱いがある。ヴィンチェンツォは非常に近代的な観念の持ち主で、「和声がスムーズに流れるのであれば」経過的な不協和音を用いたり、掛留音などの拍点に現れる不協和音を用いたりすることを許し、後者を「基本不協和音」（dissonanza essenziale）と呼んだ。これは、特にヴィンチェンツォが掛留音の解決のためのルールを、予定的な解決音からの予備された逸脱およびその解決音への回帰と定めた点で、バロック時代の和声慣行と重なるものである。

### 振動弦と気柱における振動の物理の数的研究
息子ガリレオの手法に影響を与え、息子が近代科学を創始するきっかけを作った。加えて、ヴィンチェンツォは音程研究（音響学）においていくつかの重要な発見をしている。特に重要なのは振動弦と気柱に関する物理学である。音程の振動数の比率は弦の長さに反比例する（たとえば完全五度では弦の長さは3:2の比率になる）が、ヴィンチェンツォは、振動数の比が弦の張力の平方根に比例する（そして気柱体積の立方根に反比例する）ことを発見した。たとえば根音との振動数比2:3の完全五度に調律した弦は、根音との張力比が4:9になっていなければならない 。
ヴィンチェンツォによる音高と弦の張力の研究は、非線形数学を用いた自然現象の記述としてはおそらく歴史上知られている最初のものであり、この研究はピタゴラス以来の音律研究を拡張し、その枠を超えたものである。息子ガリレオの活動を、抽象的な純粋数学から、実験、および数式を用いた実験結果の定量的記述という、物理学史・自然科学史上で最も重要な方向性へと向けたのは、ヴィンチェンツォの影響とみる学者が多い。

### モノディの創始と後世のオペラのレチタティーヴォへの影響
ヴィンチェンツォは、モノディ（レチタティーヴォにきわめて近い音楽的形式）の創始者の一人であり、オペラにおいてレチタティーヴォが使われることになったのは一般にヴィンチェンツォの功績だと評価されている。

### 作曲
ヴィンチェンツォはマドリガーレ2巻やリュートのための楽曲、そして相当数の声楽とリュートのための楽曲を作曲した。後者は多くの点でバロック初期の様式を先取りしたもので、ヴィンチェンツォの最も重要な作品であると考えられている。なお、オットリーノ・レスピーギ『リュートのための古風な舞曲とアリア』第1組曲の第2曲「ガリアルダ」は、ヴィンチェンツォの作品を元にしている。

## 著作
- Dialogo della musica antica e della moderna, Firenze 1581.
- Fronimo, Venezia 1568/84. 邦訳『フロニモ―リュートの賢者』菊池賞訳、水戸茂雄監修 (東京コレギウム、2009年)  ISBN 9784924541917